# Orcus Patera

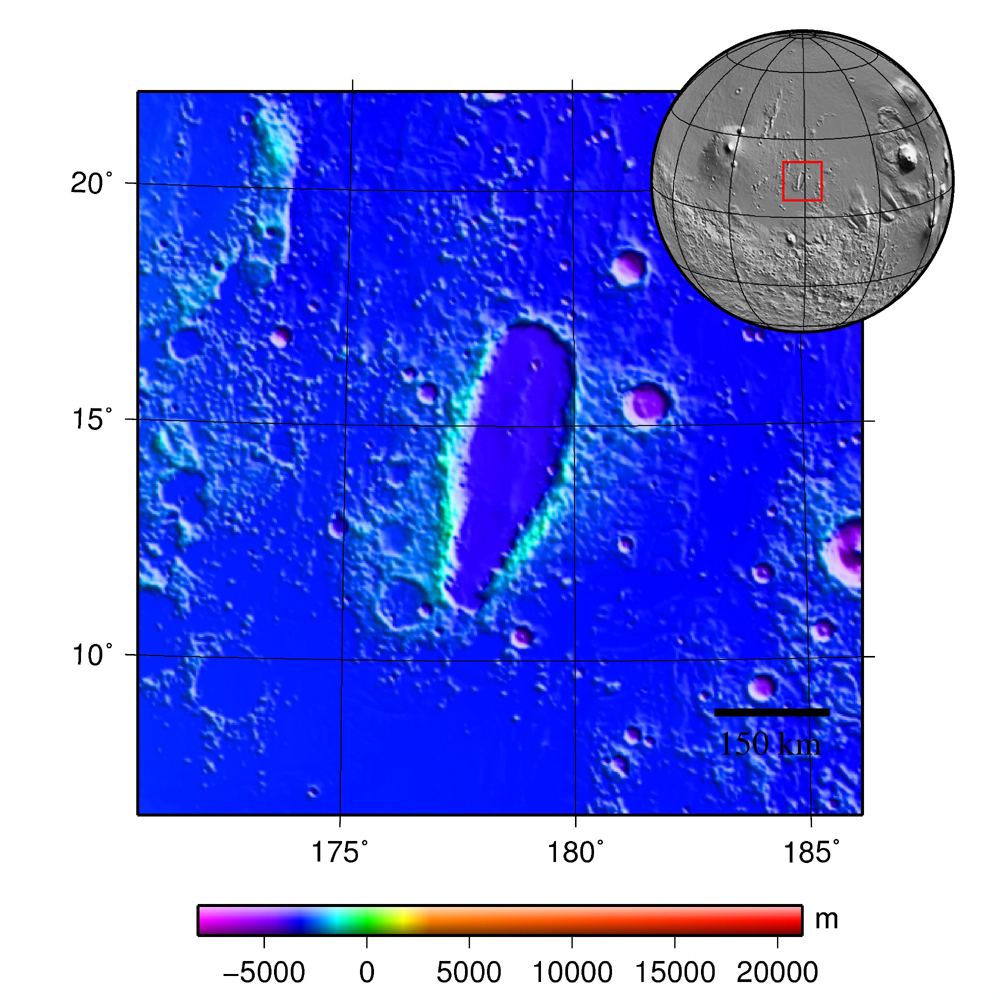
Mapa d'elevació centrat a Orcus Patera. Mapa d'elevació MOLA del Mars Global Surveyor Mars orbiter

Orcus Patera és una regió de la superfície del planeta Mart, que va ser fotografiada per primera vegada per la Mariner 4. Es tracta d'una depressió de 380 km de llarg, 140 km d'amplada i d'uns 0,5 km (500 metres) de profunditat però amb un sòl relativament suau. Té una vora de fins a 1,8 km d'altura. Orcus Patera és a l'oest de l'Olympus Mons i a l'est d'Elysium Mons. Es troba a mig camí entre aquests dos volcans, i l'est i nord del cràter Gale.
Ha experimentat processos eòlics, i té alguns cràters petits i estructures de graben. Tanmateix, no se sap com es va formar originalment la patera. Les teories inclouen esdeveniments volcànics, tectònics o cràters. Un estudi del 2000 que va incorporar nous resultats de la Mars Global Surveyor, juntament amb les dades més antigues de la Viking, no va sortir clarament a favor de processos volcànics o cràters.
Mars Express va observar aquesta regió el 2005, produint model de terreny digital i imatges en color.

## Viking

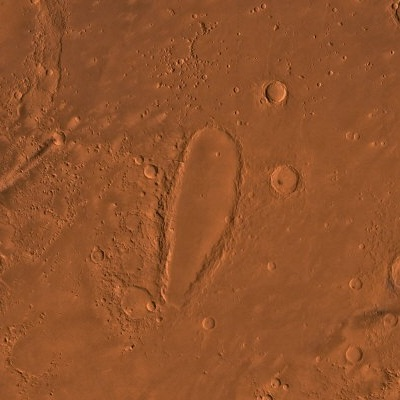
Orcus Patera pel Viking Orbiter. Orcus Patera és el cràter allargat del centre. Això es troba a la regió d'Elysium Planitia.

## Localització

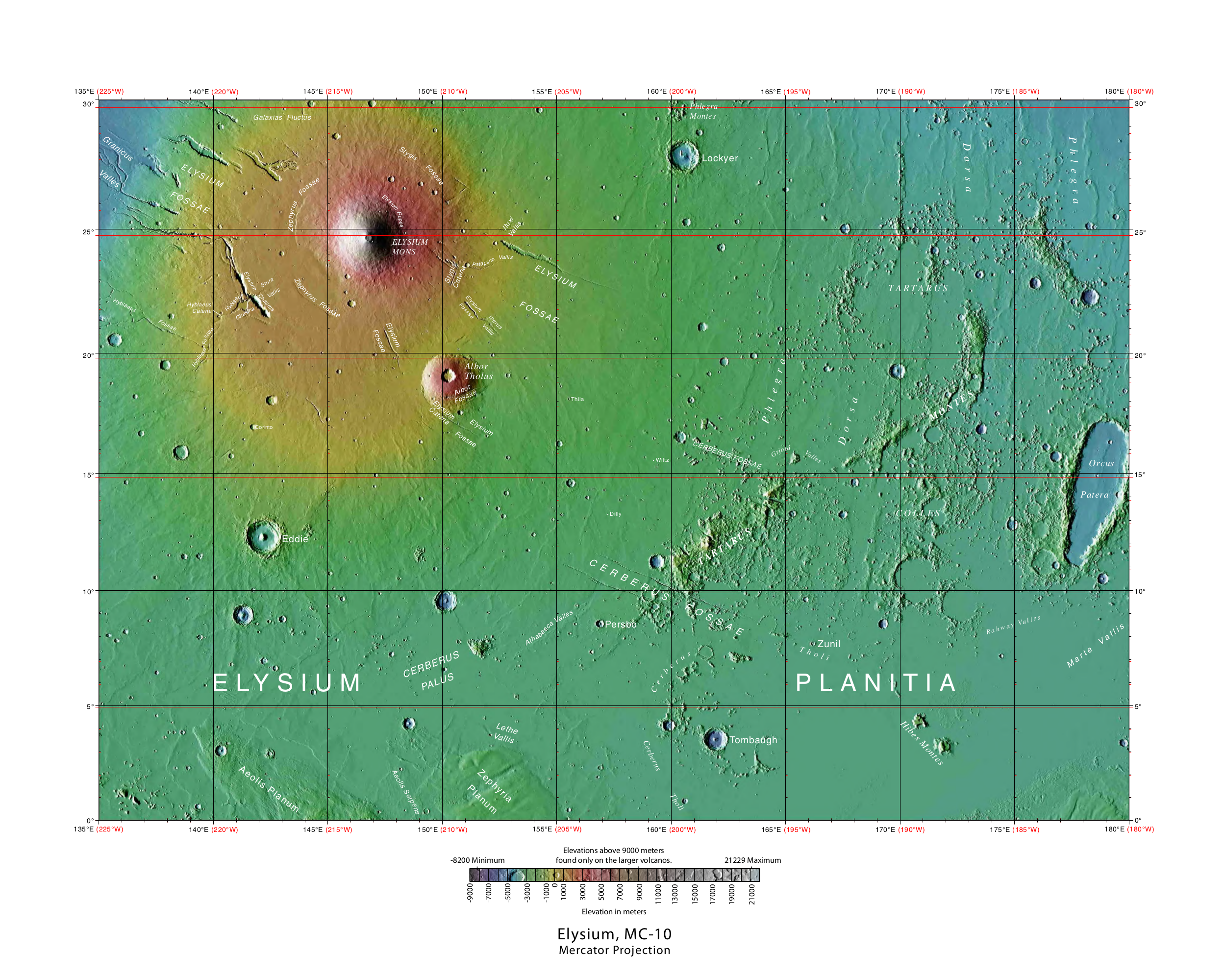
Orcus Patera en una àmplia vista quadrangular d'Elysium Planitia